# Igor Musatow
Igor Maksimowicz Musatow, ros. Игорь Максимович Мусатов (ur. 23 września 1987 w Moskwie) – rosyjski hokeista, reprezentant Rosji.

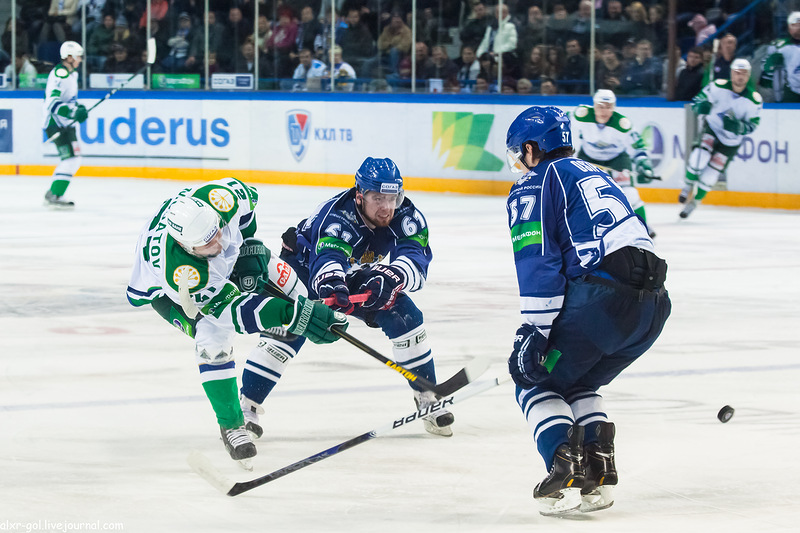
Igor Musatow (z lewej w białym stroju oddaje strzał) w barwach Saławatu w meczu z Amurem (2012)

## Kariera klubowa
- Spartak Moskwa (2004–2006)
- Ak Bars Kazań (2006–2008)
- Nieftianik Leninogorsk (2008)
- Nieftiechimik Niżniekamsk (2008–2009)
- Atłant Mytiszczi (2010–2012)
- Saławat Jułajew Ufa (2012–2013)
- Łokomotiw Jarosław (2013–2014)
- Awangard Omsk (2014–2015)
- Witiaź Podolsk (2015–2016)
- Slovan Bratysława (2016/2017)

Wychowanek Spartaka Moskwa. Od grudnia 2012 zawodnik Saławatu Jułajew Ufa, związany kontraktem do końca sezonu KHL (2012/2013). W kwietniu 2013 roku przedłużył umowę do 30 kwietnia 2015 roku. Od 1 listopada 2013 zawodnik Łokomotiwu Jarosław (w toku wymiany między trzeba klubami, w ramach której uczestniczyli także Nikita Szczitow i Maksim Truniow). Zwolniony z klubu pod koniec grudnia 2014. Wówczas został zawodnikiem Awangardu Omsk. Był nim do końca sezonu KHL (2014/2015). Od maja 2015 zawodnik Witiazia Podolsk. Od listopada 2016 zawodnik Slovana Bratysława.

## Życie prywatne
W 2013 ożenił się z gimnastyczką sportową Jewgieniją Kanajewą, z którą ma syna Władimira (ur. w marcu 2014).
W trakcie jego kariery informowano o nadużywaniu przez niego alkoholu, różnego rodzaju incydentach z jego udziałem. We wrześniu 2019 został zatrzymany pod zarzutem oszustwa przy użyciu kryptowaluty o łącznej wartości 899 tys. dolarów. 2 listopada 2020 został skazany przez sąd w Moskwie na cztery lata w kolonii karnej za popełnione oszustwa. W marcu 2021 sąd miejski w Moskwie złagodził wymiar wyroku o trzy miesiące (kara 3 lat i 9 miesięcy). Z dniem 19 październiku 2021 został warunkowo zwolniony z odbywania kary (przesiedział w więzieniu niespełna rok) i jednocześnie zobowiązany do podjęcia pracy zarobkowej (zamierzał został trenerem hokejowym dzieci).

## Sukcesy
Reprezentacyjne
- Srebrny medal mistrzostw świata juniorów do lat 20: 2007

Klubowe
- Srebrny medal mistrzostw Rosji: 2007 z Ak Barsem Kazań, 2011 z Atłantem Mytiszczi
- Puchar Mistrzów: 2007 z Ak Barsem Kazań
- Puchar Kontynentalny: 2008 z Ak Barsem Kazań
- Brązowy medal mistrzostw Rosji: 2014 z Łokomotiwem Jarosław

Indywidualne
- KHL (2010/2011): drugie miejsce w klasyfikacji strzelców zwycięskich goli w fazie play-off: 3 gole